# 10e cérémonie des American Film Institute Awards
La 10e cérémonie des American Film Institute Awards, décernés par l'American Film Institute, a eu lieu le 14 décembre 2009, et a récompensé les films et séries télévisées diffusées dans l'année.

## Palmarès

### Cinéma
- Coraline
- Démineurs (The Hurt Locker)
- In the Air (Up in the Air)
- Là-haut (Up)
- The Messenger
- Precious
- A Serious Man
- A Single Man
- Sugar (en)
- Very Bad Trip (The Hangover)

### Télévision
- L'Agence N°1 des dames détectives (The No. 1 Ladies' Detective Agency)
- The Big Bang Theory
- Big Love
- Friday Night Lights
- Glee
- Mad Men
- Modern Family
- Nurse Jackie
- Party Down
- True Blood